# Parlament Združenega kraljestva
Parlament Združenega kraljestva, pogovorno tudi Britanski parlament, je najvišji zakonodajni organ Združenega kraljestva Velike Britanije in Severne Irske, Kronskih odvisnosti in Britanskih čezmorskih ozemelj. Ima zakonodajno prevlado in s tem vrhovno oblast nad vsemi drugimi političnimi organi v Veliki Britaniji in čezmorskih ozemljih. Parlament je dvodomni, vendar je sestavljen iz treh delov - monarh (Crown-in-Parlament), zgornji dom (House of Lords) in spodnji dom (House of Commons). Oba doma parlamenta se sestajata v ločenih dvoranah v Westminstrski palači v Westminstru, v Londonu.
Zgornji dom (tudi dom lordov ali Lordska zbornica) je sestavljena iz dveh vrst članov: duhovni lordi (Lords Spiritual), to so višji škofi anglikanske cerkve, Lords Temporal, ki ga sestavljajo pretežno imenovani lordi (life peers), ki jih dosmrtno imenuje monarh in 92 dednih članov (Hereditary peer), ki so ta naziv nasledili ali pa so si ga glede na dosežke sami pridobili.
Spodnji dom je sestavljen iz neposredno voljenih predstavnikov iz 650 angleških volilnih enot. Volitve potekajo v enomandatnih volilnih enotah na podlagi sistema relativne večine. Najdaljše možno obdobje trajanja enega mandata je pet let.